# Museu dos Agostinhos

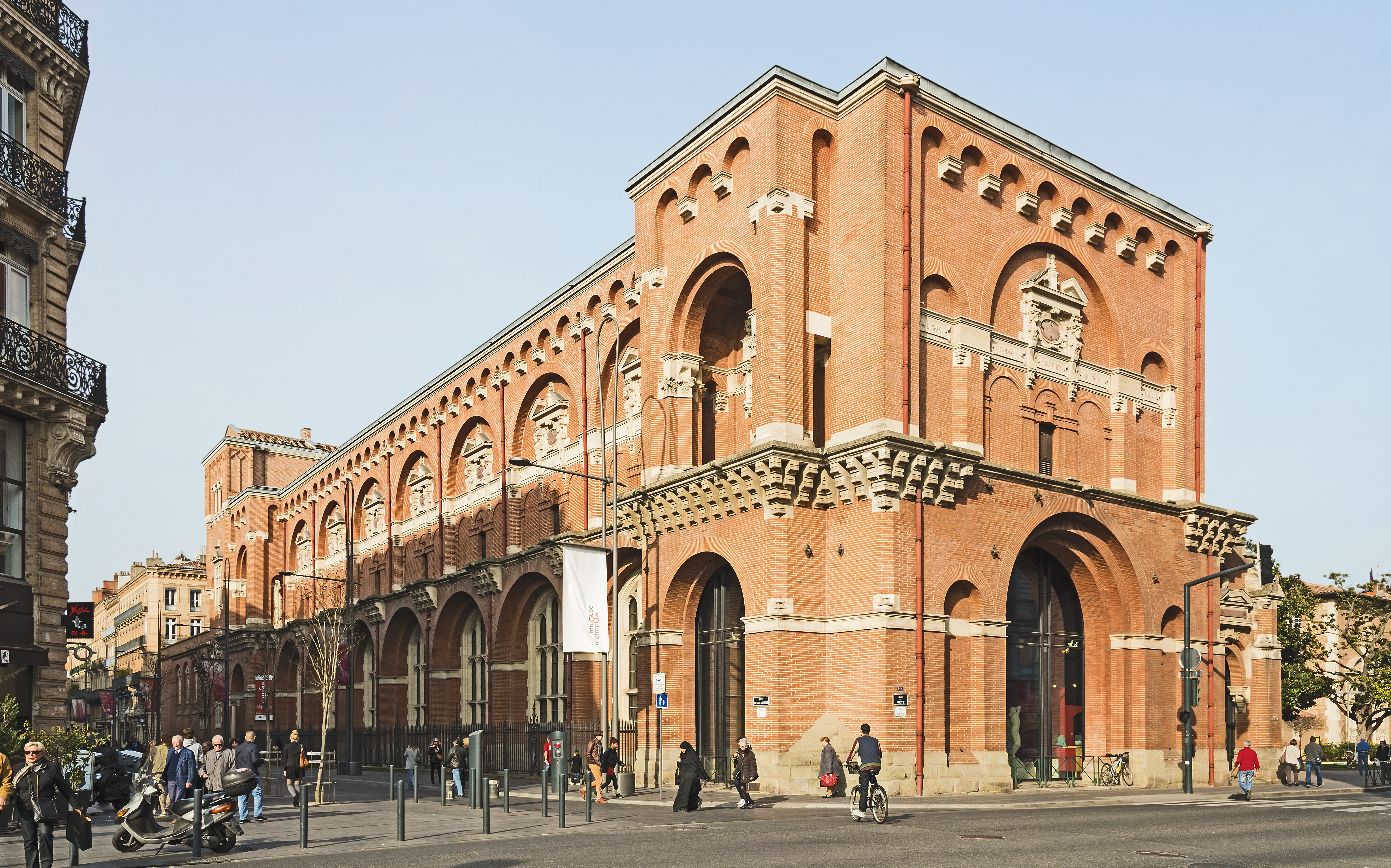
Museu dos Agostinhos

O Museu dos Agostinhos, também conhecido como Museu de Belas-Artes da cidade de Toulouse, é um museu instalado em um mosteiro gótico da cidade de Toulouse, na França. Possui uma rica coleção de esculturas medievais, uma das mais importantes da França, e de pinturas que abrangem desde a Idade Média até o século XIX.

## História
O mosteiro data de 1309, quando os Agostinhos receberam autorização para construir um local de morada dentro das muralhas da cidade de Toulouse. Completado somente em 1396, o mosteiro gradualmente expandiu sua influência pela região. Porém as obras no complexo só terminariam em 1504, quando a igreja foi consagrada, depois de longo tempo à espera de fundos para reparo dos danos ocasionados por um incêndio em 1463. Nos séculos subseqüentes foram realizadas diversas reformas e ampliações que mudaram o aspecto original da construção, mas a população de monges decresceu significativamente.
O mosteiro foi secularizado em 1793 e logo foi depredado pelos revolucionários franceses. Mas em decreto de 31 de agosto de 1801 nele foi fundado o museu, um dos quinze criados ao mesmo tempo pelo ministro Jean-Antoine Chaptal, que pretendia estabelecer diversos centros museais interioranos com coleções abrangentes. Ainda no século XIX, baseado em projeto de Viollet-le-Duc, Denis Darcy ampliou o edifício com galerias de exposição e com a construção adicional de uma escadaria monumental em estilo neogótico.
Em 1975 o museu foi reorganizado, e recentemente teve sua museografia renovada. Oferece ainda diversas atividades educativas e culturais para o publico

## Coleções
Em suas primeiras dotações o Museu dos Agostinhos recebeu cerca de 600 obras transferidas de coleções nacionais, incluindo Guercino, Perugino, Rubens e Philippe de Champaigne, e desde então foi sendo ampliado com trabalhos de Ingres, Van Dyck, Delacroix, Corot, Courbet, Laurens e muitos outros mestres, compondo na atualidade cerca de 4 mil itens.
O principal de sua coleção são as pinturas internacionais, e as esculturas, que privilegiam a cultura ocitânica e românica. Muitas obras foram para lá provenientes de confiscos, durante a Revolução Francesa, de bens da Igreja e de coleções privadas, especialmente do cardeal François-Joachim de Pierre de Bernis e de Louis-Auguste le Tonnelier, Barão de Breteuil. Diversas esculturas antigas ora preservadas no museu foram salvas durante as inúmeras destruições de edifícios religiosos que ocorreram durante o século XIX, destacando-se a estatuária e capitéis do antigo priorado beneditino de Notre-Dame de la Daurade, da Catedral de Saint-Étienne, e da Basílica de Saint-Sermin. 

## Galeria

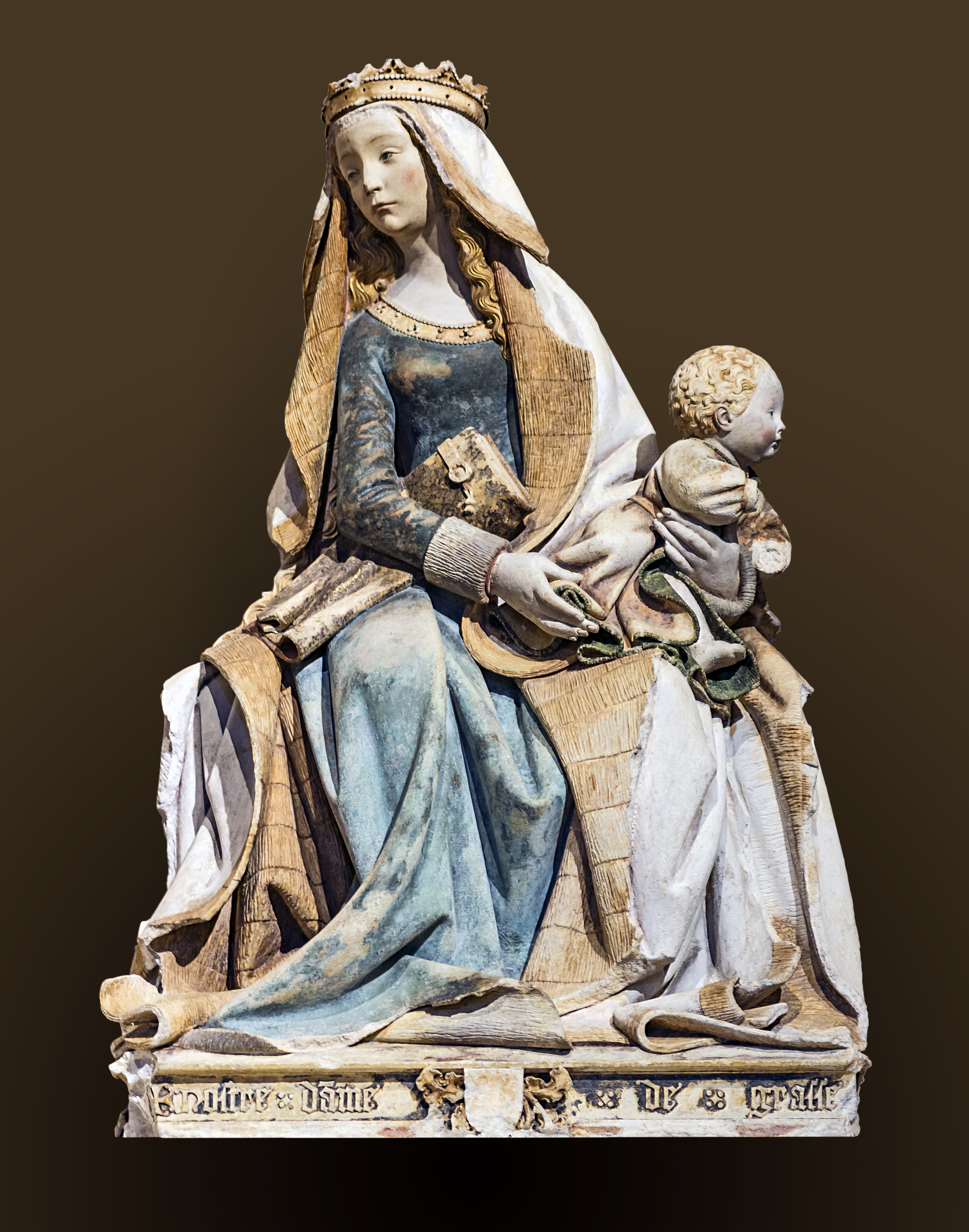
Notre-Dame de Grasse
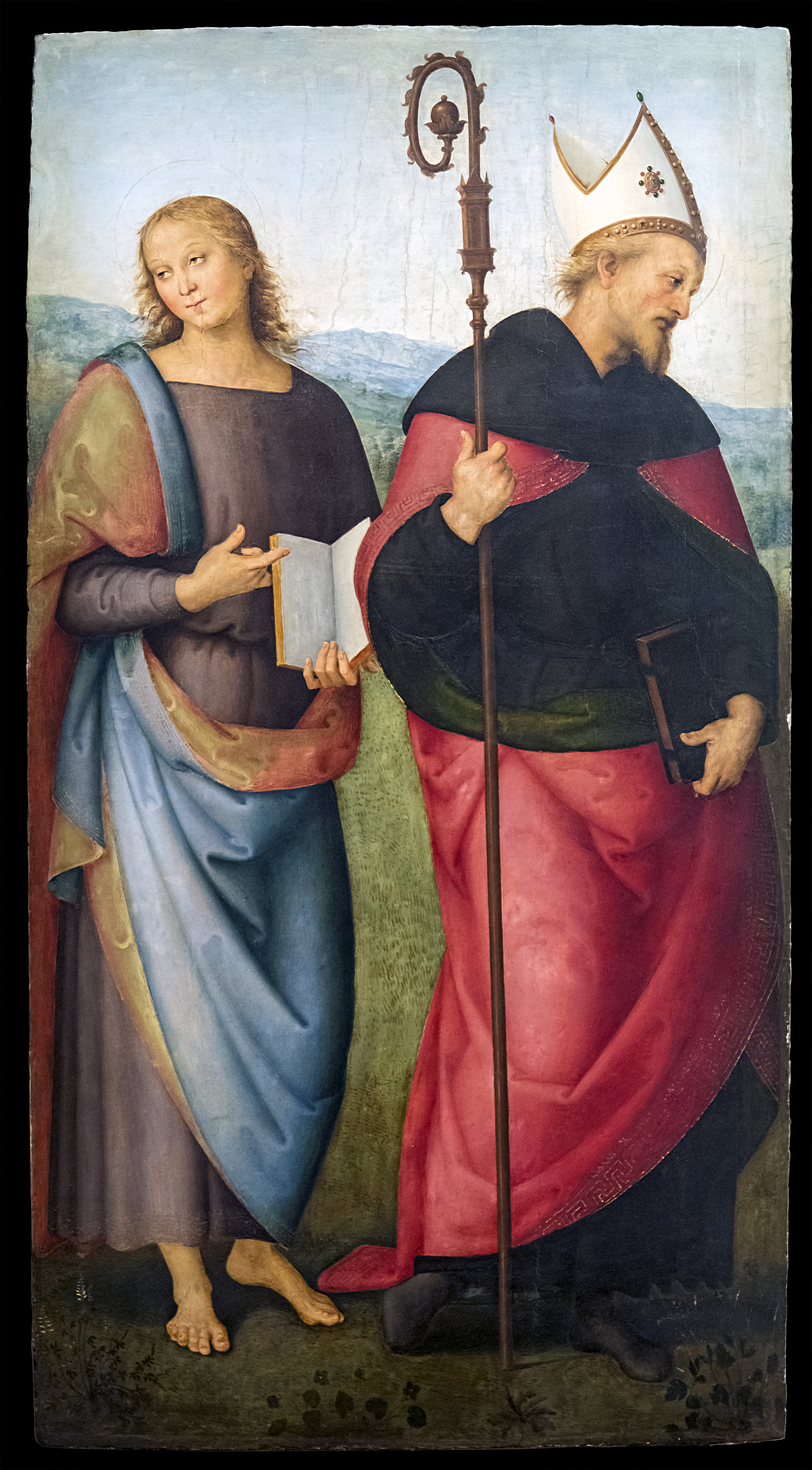
Perugino: Peça do Altar dos Agostinhos, 1506-1510
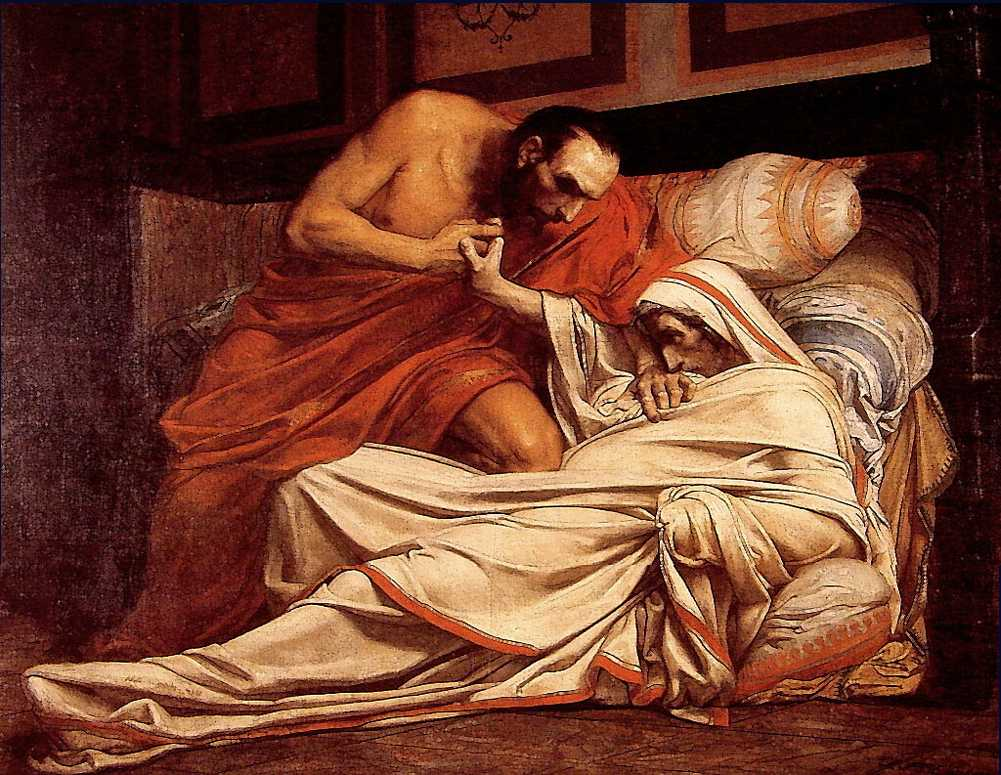
Jean-Paul Laurens: Morte de Tibério, 1864
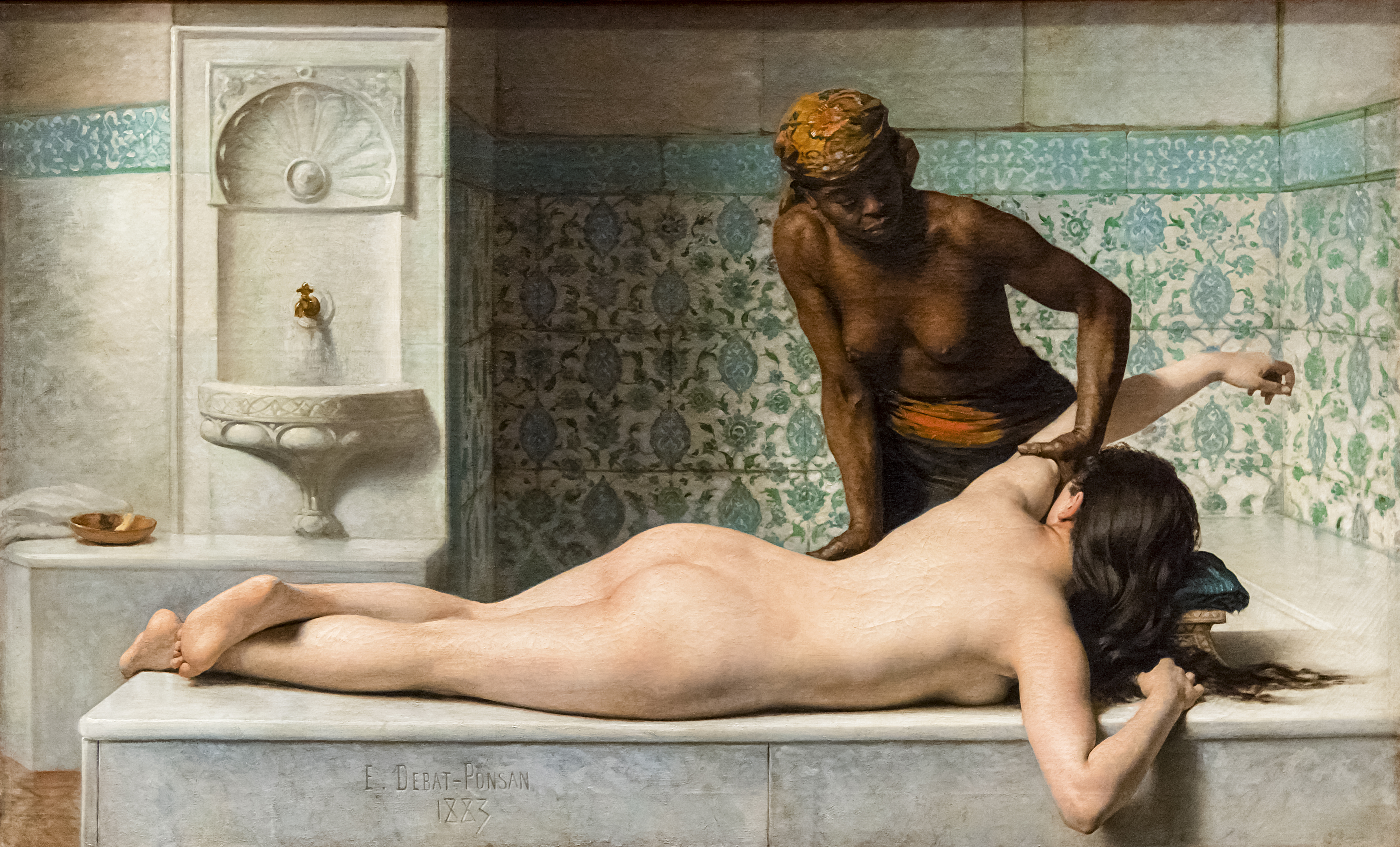
Édouard Debat-Ponsan: A massagem, 1883